# Woodstock, Vermont
Woodstock är en kommun (town) i Windsor County i delstaten  Vermont, USA. Woodstock är huvudort (county seat) i Windsor County. Vid folkräkningen år 2010 bodde 3 048 personer i kommunen. Den har enligt United States Census Bureau en area på totalt 115,6 km² varav 0,2 km² är vatten. 